# Mai Beulraek Minideureseu
My Black Mini Dress (tiếng Hàn: 마이 블랙 미니드레스; Romaja: Mai Beulraek Minideureseu; tiếng Việt: Váy ngắn đen), còn được biết đến với tên khác là Little Black Dress là bộ phim điện ảnh Hàn Quốc công chiếu vào tháng 3 năm 2011, với sự góp mặt của các diễn viên Yoon Eun-hye, Park Han-byul, Cha Ye-ruyn và Yoo In-na. Bộ phim dựa trên cuốn tiểu thuyết My Black Mini Dress (xuất bản năm 2009) của nhà văn Kim Min-seo, là câu chuyện xoay quanh cuộc sống, những hoài bão, và tình bạn đẹp đẽ giữa những cô gái tuổi 24 đang đi tìm hướng đi riêng cho bản thân.

## Cốt truyện
Tốt nghiệp khoa Sân khấu điện ảnh của Đại học Myung Moon, bốn cô gái Yoo-min (Yoon Eun-hye), Hye-ji (Park Han-byul), Min-hee (Yoo In-na) và Soo-jin (Cha Ye-ryun) những tưởng có thể sống một cuộc sống đẹp như mơ. Họ sa đà vào những mối tình, những thú vui nơi club và vấp ngã trước "bức tường" của hiện thực. Mơ hồ về mục đích sống, Yoo-min đồng ý trở thành trợ lý của một nhà biên kịch truyền hình nổi tiếng để kiếm tiền mua cho được chiếc váy ngắn màu đen sang trọng mà cô đã để ý từ trước. Tuy nhiên, công việc trợ lý đó thực chất là làm vú em, chăm sóc cho cặp song sinh - con trai của nhà biên kịch. Cô nàng giàu có Min-hee dự định sẽ đi du học nước ngoài nhưng do trình độ tiếng Anh quá kém nên đành bỏ dở. Xui xẻo bao quanh lấy cô nàng diễn viên nghiệp dư Soo-jin khi cô liên tục bị đánh rớt trong các buổi casting còn công ty của cha cô thì đang trên bờ vực phá sản. Hye-ji trong phút chốc trở thành ngôi sao khi tham gia quảng cáo cho nhãn hàng thời trang Levi's, mở đầu cho những hờn giận, ghen tỵ, rạn nứt trong tình bạn của bốn người.

## Diễn viên

### Diễn viên chính
- Yoon Eun-hye vai Yoo-min
- Park Han-byul vai Hye-ji
- Cha Ye-ryun vai Soo-jin
- Yoo In-na vai Min-hee

### Diễn viên phụ
- Lee Yong-woo vai Suk-won
- Jeon Soo-kyung vai nhà biên kịch
- Shin Dong-ho vai Yoo Seung-won
- Gil Eun-hye vai trợ lý biên kịch
- Lee Mi-do vai học sinh trung học
- Moon Soo-jong vai cha của Yoo-min
- Ko Gyu-pil vai Yoo-shin
- Ahn Chi-yong vai cha của Min-hee
- Won Jong-rye vai mẹ của Min-hee
- Kim Choon-gi vai cha của Young-mi
- Choi Min-geum vai mẹ của Young-mi
- Choi Yoon-young vai Young-mi
- Paul Stafford vai giáo viên tiếng Anh

### Khách mời
- Lee Chun-hee vai Soo-hwan
- Ko Chang-suk vai đạo diễn
- Shin Seung-hwan vai trợ lý đạo diễn
- Kim Kwang-gyu vai cha của cô bé nữ sinh trung học
- Moon Hee-kyung vai mẹ của Yoo-min
- Baek Soo-ryun vai cụ già bán vé số